# قانون ایدهلم
قانون ایدهلم، که توسط فیل ایدهلم پیشنهاد و از آن نامگذاری شده است، به این مشاهدات اشاره دارد که سه دسته ارتباط از راه دور، یعنی بی‌سیم (تلفن همراه)، متحرک (بی‌سیم بدون حرکت) و شبکه‌های سیمی (ثابت)، در تنگاتنگ هم هستند و به تدریج همگرا می‌شوند. قانون ایدهلم همچنین تصریح می‌کند که نرخ داده‌ها برای این دسته از مخابرات بر روی منحنی‌های نمایی مشابه‌ای افزایش می‌یابد، با نرخ کندتر با یک تأخیر زمانی قابل پیش‌بینی سریع‌تر، آن‌ها را دنبال می‌کند. قانون ایدهلم پیش‌بینی می‌کند که پهنای‌باند و نرخ داده‌ها هر ۱۸ ماه دو برابر می‌شوند، که این از سال ۱۹۷۰ به اثبات رسیده است. روند آشکاری در این موارد است اینترنت، سلولی (همراه)، بی‌سیم محلی و شبکه‌های شخصی بی‌سیم.

## کتابشناسی
- Cherry, Steven (2004). "Edholm's law of bandwidth". IEEE Spectrum. 41 (7): 58–60. doi:10.1109/MSPEC.2004.1309810.